# Sedlice (Prešov)
Sedlice es un municipio del distrito de Prešov en la región de Prešov, Eslovaquia, con una población estimada a final del año 2024 de 939 habitantes.
Se encuentra ubicado en el centro-sur de la región, en el valle del río Torysa (cuenca hidrográfica del río Tisza) y cerca de la frontera con la región de Košice.

## Demografía
| Año        | 1994 | 2004    | 2014    | 2024     |
| ---------- | ---- | ------- | ------- | -------- |
| Población  | 1017 | 1040    | 1057    | 939      |
| Diferencia |      | +2,26 % | +1,63 % | −11,16 % |

| Año        | 2023 | 2024    |
| ---------- | ---- | ------- |
| Población  | 956  | 939     |
| Diferencia |      | −1,77 % |